# Істомін Володимир Михайлович
Володимир Михайлович Істомін (нар. 1905, село Паново-Кусти Сампурської волості Тамбовського повіту Тамбовської губернії, тепер Тамбовської області, Російська Федерація — 23 грудня 1942, місто Москва, тепер Російська Федерація) — радянський діяч, 1-й секретар Амурського обласного комітету ВКП(б), голова виконавчого комітету Хабаровської крайової ради депутатів трудящих. Депутат Верховної Ради СРСР 1-го скликання (1941—1942).

## Біографія
Народився в родині селянина-середняка. У 1917 році закінчив чотири класи сільської школи в Паново-Кустах. У 1920 році, після смерті батька, покинув навчання і почав працювати у власному сільському господарстві. У 1923 році вступив до комсомолу.
З грудня 1924 по січень 1925 року — секретар сільського комсомольського осередку. У лютому 1925 — травні 1927 року — секретар волосного комітету ВЛКСМ Тамбовської губернії.
Член ВКП(б) з лютого 1927 року.
У червні — липні 1927 року — секретар Токаревського волосного комітету ВЛКСМ Тамбовської губернії. У серпні — вересні 1927 року — голова бюро юних піонерів та член бюро Тамбовського повітового комітету ВЛКСМ.
У 1927—1929 роках служив у Червоній армії. У жовтні 1927 — липні 1928 року — курсант 3-го артилерійського полку РСЧА в місті Ленінакані Вірменської РСР. У серпні 1928 — липні 1929 року — помічник начальника розвідки 3-го артилерійського полку РСЧА в місті Ленінакані Вірменської РСР.
У серпні 1929 — листопаді 1930 року — студент Московського політехнікуму імені Плеханова, закінчив два курси. У грудні 1930 році перейшов на товарознавчо-технологічний факультет Вищого педагогічного інституту прикладної економіки і товарознавства в Москві, який закінчив у липні 1932 року та здобув спеціальність викладача товарознавства. З серпня 1932 по жовтень 1933 року навчався в аспірантурі і одночасно працював деканом факультету Вищого педагогічного інституту прикладної економіки і товарознавства.
У жовтні 1933 року рішенням ЦК ВКП(б) направлений на роботу в село. У жовтні 1933 — травні 1937 року — заступник начальника, начальник політичного відділу Ілліновського радгоспу Кадомського району Московської області. У червні 1937 — квітні 1938 року — начальник політичного відділу Шиловського радгоспу Рязанської області.
З квітня по вересень 1938 року — начальником Головного управління конярства Народного комісаріату землеробства СРСР.
У вересні — листопаді 1938 року — завідувач сільськогосподарського відділу Далекосхідного крайового комітету ВКП(б).
У листопаді 1938 — січні 1940 року — в.о. 1-го секретаря, 1-й секретар Амурського обласного і Благовєщенського міського комітетів ВКП(б).
13 січня 1940 — 8 грудня 1942 року — голова виконавчого комітету Хабаровської крайової ради депутатів трудящих.
Важко хворів, лікувався в Москві, де й помер.